# Alexander Siebenhaar-Schmidweber
Alexander Siebenhaar-Schmidweber (* 18. September 1927 in Zürich als Alexander Siebenhaar; † 22. Februar 2022 in Stäfa) war ein Schweizer Ruderer.

## Biografie
Alexander Siebenhaar gewann gemeinsam mit Walter Lüchinger und Steuermann Walter Ludin sowohl bei den Europameisterschaften 1950 in Mailand als auch ein Jahr später in Mâcon die Silbermedaille im Zweier mit Steuermann.
Bei den Olympischen Sommerspielen 1952 in Helsinki schied das Trio in der Zweier mit Steuermann-Regatta bereits im Hoffnungslauf vorzeitig aus.
Alexander Siebenhaar heiratete Maria Schimdweber und trug bis zu seinem Tod im Alter von 94 Jahren den Doppelnamen Siebenhaar-Schmidweber.